# 인디펜던트
《인디펜던트》(The Independent)는 영국의 일간 신문이다. 2010년 알렉산드르 레베데프가 인수하였다. 흔히 ‘인디’(Indy)라는 애칭으로 불리며, 일요일 판은 ‘신디’(Sindy)라는 애칭으로도 불리기도 한다. 1986년 창간된 이 신문은 역사 면에서 영국의 일간 신문 중 가장 젊은 신문에 속한다. 《인디펜던트》 일간판은 2004년 영국 언론상에서 ‘올해의 신문’(National Newspaper of the Year)에 선정되었다. 원래는 브로드시트판으로 인쇄되었으나, 2003년부터 타블로이드판으로 바뀌었다.
《인디펜던트》는 일반적으로 중도좌파적 정치성향을 갖고 있다고 여겨진다. 그러나 특정 정당을 지지하지는 않으며, 사설과 논평란에서는 비교적 폭넓은 정치적 관점을 보여준다.
2009년 1월 공식 확인된 이 신문의 일일 평균 발행부수는 215,504부이며, 이것은 2008년 1월의 발행부수에 비해 14.02% 감소한 양이다. 다른 경쟁지의 경우 《데일리 텔레그래프》가 842,912부, 《타임스》가 617,483부, 《가디언》이 358,844부를 기록했다.

## 같이 보기
- 위키백과의 문서 훼손